# Mindaugas Andrulis
Mindaugas Andrulis ist ein litauischer und deutscher Pathologe, Professor.

## Leben
Nach dem Abitur absolvierte Andrulis das Medizinstudium an der LSMU in Kaunas (Litauen), am Institut für Pathologie des Universitätsklinikum Würzburg und am Pathologischen Institut der Universität Heidelberg. 2015 erlangte Mindaugas Andrulis die Habilitation und die Lehrbefugnis für Pathologie. Nach der Habilitation bekam er die Berufung zum Professor an der Medizinischen Fakultät  der Universität Ulm. Am Universitätsklinikum Ulm war er  als leitender Oberarzt und stellvertretender Ärztlicher Direktor des Institutes für Pathologie tätig. Er ist Chefarzt des Instituts für Pathologie am Klinikum Ludwigshafen.